# Хинса
Хи́нса (эст. Hinsa) — деревня в волости Выру уезда Вырумаа, Эстония. 
До административной реформы местных самоуправлений Эстонии 2017 года входила в состав волости Вастселийна.

## География и описание
Расположена в 14 км от границы Эстонии и России, в 13 км к юго-востоку от уездного и волостного центра — города Выру. Высота над уровнем моря — 179 метров.
Климат умеренный. Официальный язык — эстонский. Почтовый индекс — 65207.

## Население
По данным переписи населения 2021 года, в Хинса проживали 46 человек (26 мужчин и 20 женщин), из них 45 (97,8 %) — эстонцы; численность детей в возрасте до 17 лет составила 14 человек, число лиц пенсионного возраста (65 лет и старше) — 3 человека.
По данным переписи населения 2011 года, в деревне насчитывалось 47 жителей, из них 46 (97,9 %) — эстонцы.
Численность населения деревни Хинса по данным переписей населения:
| Год  | 1959 | 1970 | 1979 | 1989 | 2000 | 2011 | 2021 |
| ---- | ---- | ---- | ---- | ---- | ---- | ---- | ---- |
| Чел. | 7    | → 7  | ↗ 63 | ↘ 41 | ↘ 38 | ↗ 47 | ↘ 46 |

## История
Деревня Хинса впервые упоминается в источниках 1820 года. В 1684 году были упомянуты трое мужчин с одноимённой фамилией, проживавшие на месте современной деревни.
В 1977 году, в период кампании по укрупнению деревень, с Хинса были объединены деревни Тсорона (эст. Tsorona) и Палокутса (эст. Palokutsa), последняя до земельной реформы 1919 года принадлежала мызе Нейгаузен ( нем. Neuhausen, Вастселийна, эст. Vastseliina mõis), основанной на землях бывшего орденского замка Нейгаузен.

## Происхождение топонима
Название деревни происходит от личного имени Hints, которое является адаптацией немецкого имени Heinrich (Hinz, Hinze).

## Комментарии
1. ↑  Эстонские топонимы, оканчивающиеся на -а, не склоняются и не имеют женского рода (исключение — Нарва)[8].